# Anton Romako

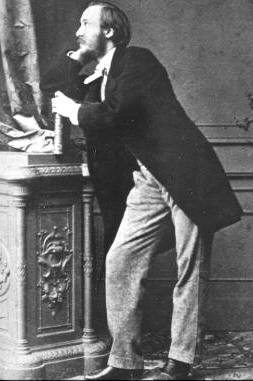
Arcképe (1875 körül)

Anton Romako (Atzgersdorf, Bécs mellett, 1832. október 20. – Döbling, 1889. március 20.) osztrák festő.

## Életpályája
1847 és 1849 között a bécsi Képzőművészeti Akadémián, majd 1849-ben a müncheni akadémián tanult. Az 1850 és 1854 között festett Habsburg Rudolf Ottokár holtteste mellett című festménye még a historizmus, Karl Heinrich Rahl  hatását mutatja. Miután 1854-ben Itáliában és Spanyolországban tett tanulmányutat, 1857-ben Rómába költözött. Onnan 1873-ban Londonba utazott, 1876-ban pedig hazatért Bécsbe. 
Művészi pályáján kezdetben a historizmussal, majd egyéb stílusokkal próbálkozott. Számos népszerű zsánerképet festett a Róma környéki falvak életéről. Az 1870-es évek vége felé impresszionisztikus tájképeket, egyéni felfogású történelmi képeket és portrékat alkotott. Megfestette Erzsébet királyné portréját 1882 körül. Arcképeinek pszichológiai érzékenysége miatt Romakót a bécsi expresszionisták  elődjének tartják. A budapesti Szépművészeti Múzeum két férfiarcképét őrzi.

## Képgaléria

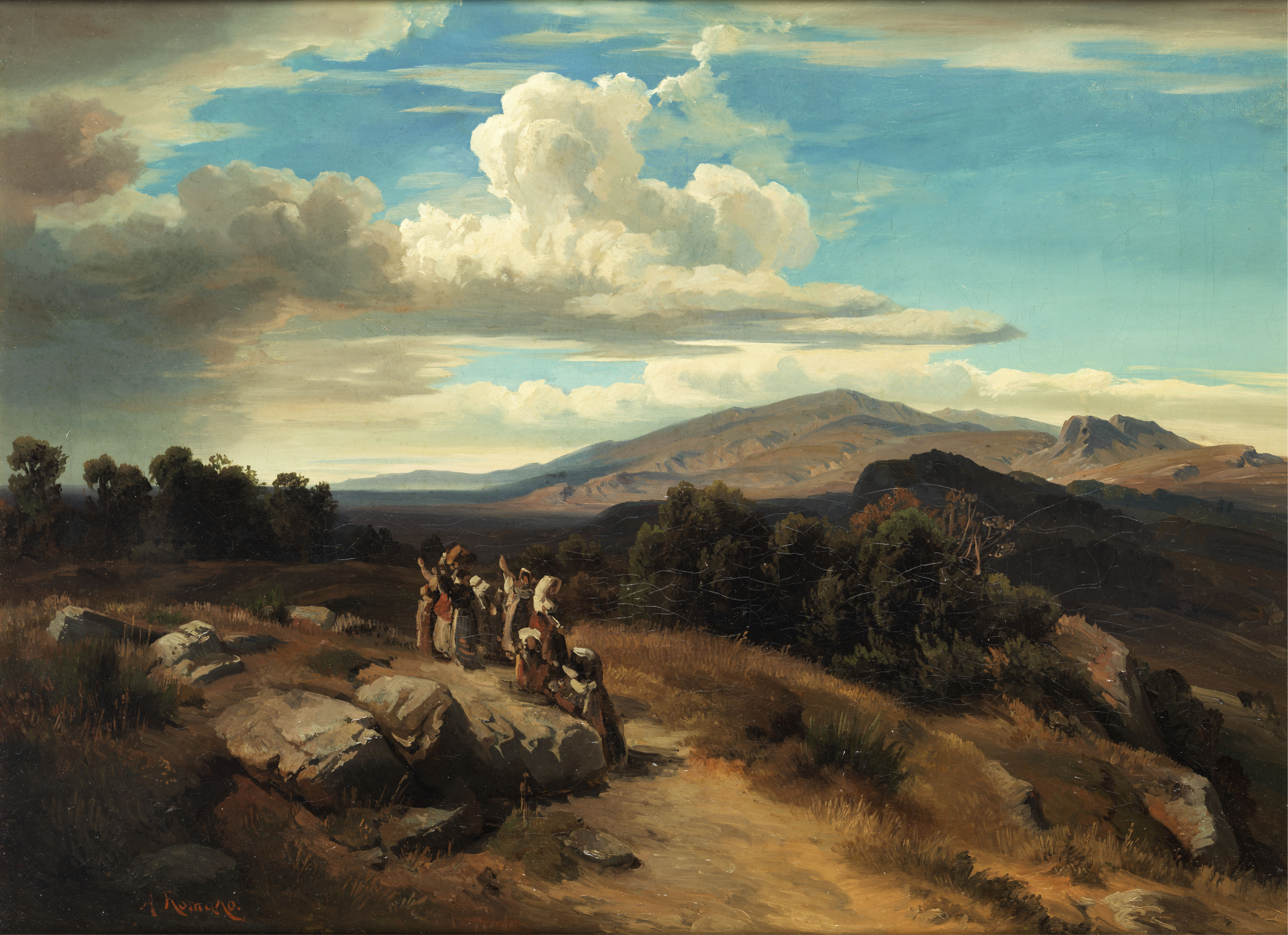
Spanyol táj
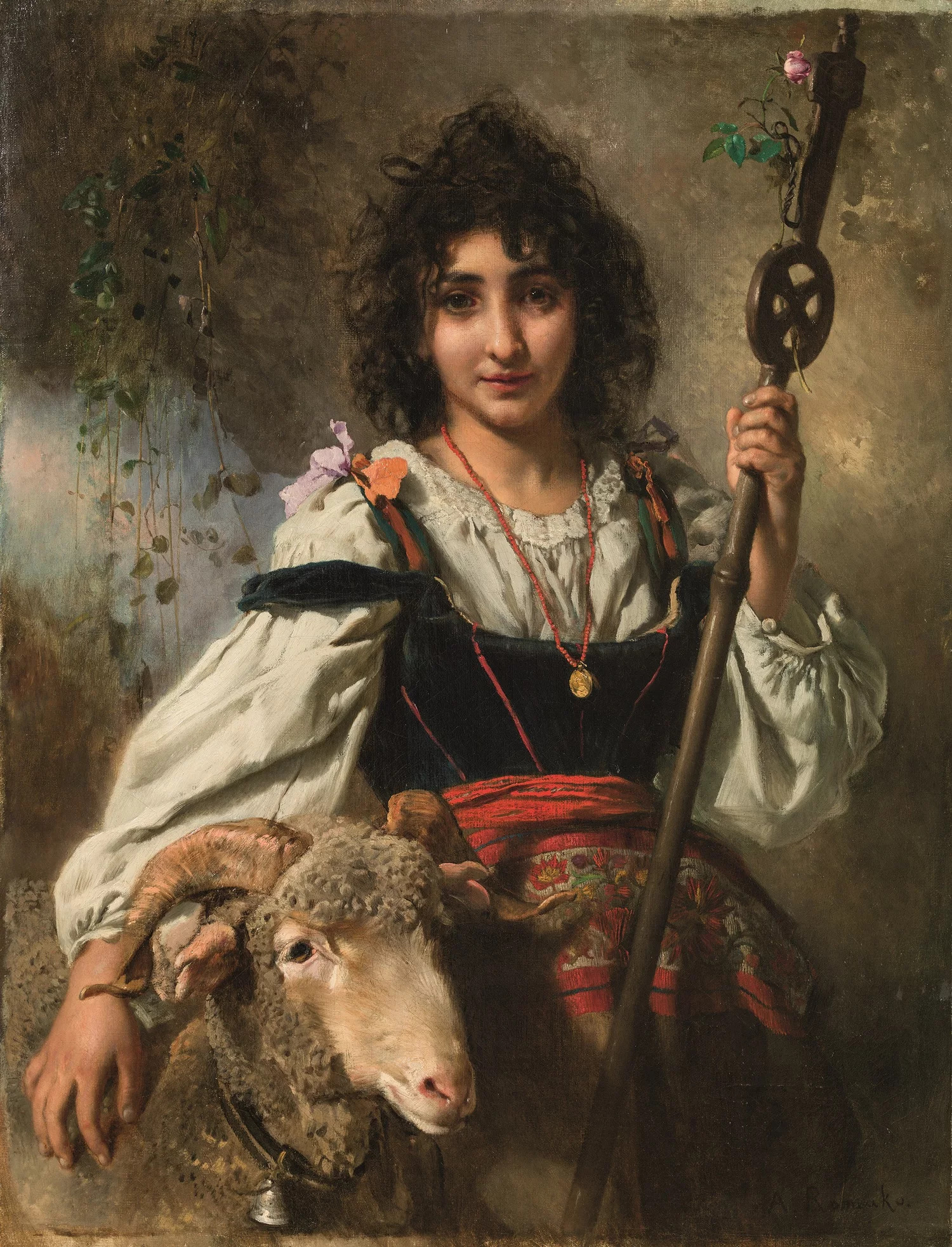
Itáliai pásztorlány kossal (1871 körül)

## Művei (válogatás)
- Habsburg Rudolf Ottokár holtteste mellett (1850 – 1854)
- Halászfiú (1872)
- Bad Gastein (1877)
- Tegetthoff admirális a Lissa melletti tengeri ütközetben (1879 körül)
- Erzsébet királynő (1882 körül)